# 일본 유니버설 항공
일본 유니버설 항공(영어: Japan Universal System Transport Co, Ltd, 일본어: 日本ユニバーサル航空株式会社)은 현재 폐업된 일본 도쿄도 지요다구에 본사를 둔 화물 항공사 당시 일본항공과 야마토 운수(현 야마토 홀딩스), 일본 통운이 지분을 보유했고 약칭은 JUST를 사용한다.

## 역사
1991년 1월 10일 일본항공의 자회사로 설립되어 처음부터 야마토 운수(현재 야마토 홀딩스)와 일본 통운이 지분 참여했다. 같은 해 일본항공에서 보잉 747-200F 1대(등록번호 : JA8160)를 임대 형식으로 도입하고 컬러 도장했다. 같은 해 10월 16일에 도쿄 국제공항발 신치토세 공항 국내선 부정기 화물 노선을 운항을 시작했다. 그러나 도쿄 국제공항의 발착 범위 부족으로 인해 운항할 수 없고 일본의 거품 경제와 경기 침체에 빠지면서 1년을 넘기지도 못하고 파산하였다.

## 도장
당시 보잉 747-200F 항공기인 JA8160(1994년, 오사카 국제공항)이 컬러 도장된 JA8160의 수직 꼬리 날개에는 심볼마크는 고래로 그려져 있었다. 이 고래는 IATA2 레터 코드 YU에서 유짱(ゆーちゃん)의 애칭이 있었다. 운항 정지 후 잠시 동안 도장에서 일본항공 화물 항공편(나리타 국제공항 ~ 카이탁 공항, 샌프란시스코 국제공항)에 취항하고 있다. JA8160은 일본항공 토박이의 기체가 아닌 미국 팬아메리칸 월드 항공에서 1982년 구입하였다. (1979년에 제작되어 원래는 N905PA/클리퍼 골든 이글호) 따라서 해당 항공기의 모델명은 보잉 747-221F로 기재되어 있다. 또한 JA8160은 2007년 9월 퇴역하고 이후 미국의 화물 항공사인 칼리타 에어에 매각되었다.

## 사진

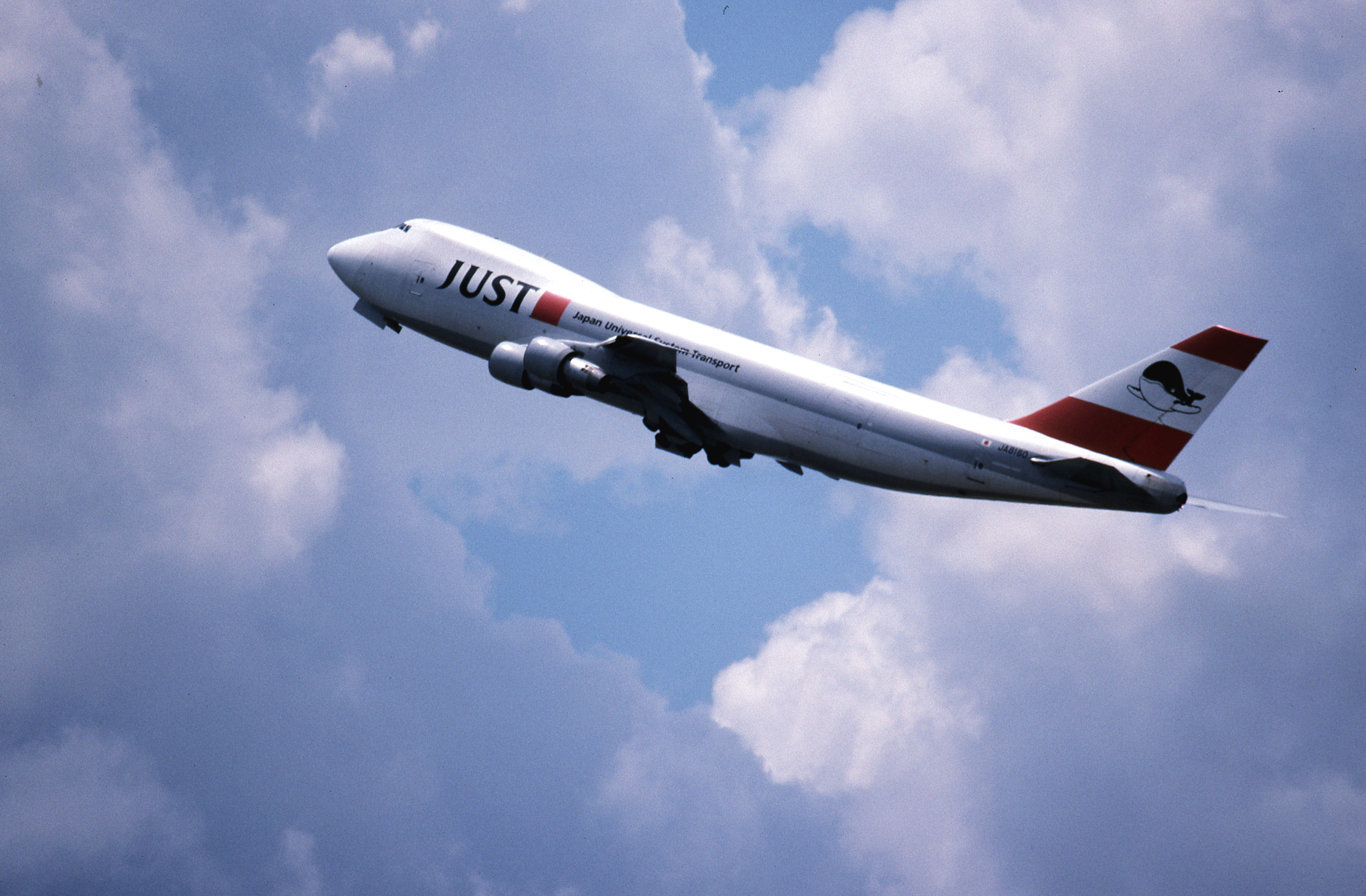
일본 유니버설 항공의 보잉 747-200F (퇴역)